# ФК Манчестър 62
Манчестър 62 (на английски: Manchester 62 F.C.) е полупрофесионален футболен отбор от Гибралтар, задморска територия на Великобритания. Основан през 1965 година. Играят в Гибралтарска първа дивизия. Мачовете си играе на стадион „Виктория“.

## Предишни имена
- 1957 – 2000: Manchester United FC
- 2000 – 2002: Manchester United Eurobet FC[2]
- 2002 – 2008: Manchester United FC
- 2009 – 2013: Manchester United Digibet FC[3]
- 2013 –: Manchester 62 FC[4]

## Успехи
- Гибралтарска първа дивизия
  -  Шампион (7): 1975, 1977, 1979, 1980, 1984, 1995, 1999
- Гибралтарска втора дивизия
  -  Шампион (1): 1974
- Купа на Скалата
  -  Носител (4): 19741, 1977, 1980, 2003
- Суперкупа
  -  Носител (2): 2003, 2006